# Вирје
Вирје је насељено место и седиште општине у Копривничко-крижевачкој жупанији, Република Хрватска.

## Историја
Место је почетком 20. века Вирје је трговиште и сматрано "за највеће село Хрватске". У Вирју су 1905. године политичка општина, у срезу Ђурђевац. Ту су комунална основна школа, пошта и телеграф. Жељезничка пруга Вирје-Копривница почела је да се гради 1911. године.
Септембра 1888. године разбојници су опљачкали пошту између Вирја и Копривнице. У кеси поштанској је било 14.000 ф.
У међуратном периоду је отворена Грађанска школа (1924). Од 1936. године носи назив: "Државна мешовита грађанска школа Ферде Русана у Вирју".
Године 1893. у Вирју је покренуо лист Подравац, издавач и уредник Перослав Љубић. Био је то двонедељник за господарство, поуку и забаву. Између 1897-1903. године државна власт је због писања вршила терор над уредником и самим листом; плењен је штампарски слог на дуже време. Новине су 1905. године промениле име у "Хрватске новине", јер се лист читао по целој Хрватској. Излазио је до Другог светског рата. уредник Перослав Љубић је 1910. године био посланички кандидат Хрватско-српске коалиције (из редова Хрватске уједињене самосталне странке) за изборни округ Новиград. Он је 1897. године покренуо још један лист у Вирју. Радило се о двонедељнику за забаву и поуку Русанова звиезда.
Православци Срби из места су 1905. године чинили парохијску филијалу села Плавшинац, где се налазила православна црква са парохом.
Године 1894. прилоге за подизање споменика митрополиту Стефану Стратимировићу у Карловцима, дали су месни Срби трговци: браћа Бабић, Стеван и Ђуро Авировић. Срби из Вирја су 1895. године купили 61 акцију Српске банке у Загребу. Милан Тишља је између два светска рата држао књижару и трговину у месту.
Шаховски клуб Вирје је 1931-1933. године био високог ранга. Истицао се победама играч Ђорђе Авировић.
Југословенски краљ Александар I Карађорђевић посетио је Вирје 5. јуна 1931. године, на путу за Вараждин. Земљотрес у лето 1938. године је оштетио римокатоличку жупну цркву Св. Мартина.
До територијалне реорганизације у Хрватској налазило се у саставу бивше велике општине Ђурђевац.

## Становништво
На попису становништва 2011. године, општина Вирје је имала 4.587 становника, од чега у самом Вирју 3.302.

## Попис 1991.
На попису становништва 1991. године, насељено место Вирје је имало 3.781 становника, следећег националног састава:
| Попис 1991.‍   | Попис 1991.‍  | Попис 1991.‍ | Попис 1991.‍ | Попис 1991.‍ |
| ------------- | ------------ | ----------- | ----------- | ----------- |
|               |              |             |             |             |
| Хрвати        | Хрвати       |             | 3.687       | 97,51%      |
| Срби          | Срби         |             | 20          | 0,52%       |
| Југословени   | Југословени  |             | 14          | 0,37%       |
| Албанци       | Албанци      |             | 7           | 0,18%       |
| Словенци      | Словенци     |             | 4           | 0,10%       |
| Италијани     | Италијани    |             | 1           | 0,02%       |
| Мађари        | Мађари       |             | 1           | 0,02%       |
| Македонци     | Македонци    |             | 1           | 0,02%       |
| Муслимани     | Муслимани    |             | 1           | 0,02%       |
| неопредељени  | неопредељени |             | 16          | 0,42%       |
| регион. опр.  | регион. опр. |             | 3           | 0,07%       |
| непознато     | непознато    |             | 26          | 0,68%       |
| укупно: 3.781 |              |             |             |             |